# ماوريسيو روداس
ماوريسيو روداس هو محامي وسياسي إكوادوري، ولد في 15 أبريل 1975 في كيتو في الإكوادور.